# 華為Mediapad M5
華為Mediapad M5是由华为公司设计和销售的平板手机，有10.8吋和8.4吋兩種款式，各有僅wifi版和wifi+LTE版。

## 概觀
華為Mediapad M5算是2018年市面上較少有的大尺寸高性能安卓平板，填補了SONY退出後的市場空缺。鑒於平板較大的機身在握持時產生的應力可能長久會導致機身略有彎曲，所以採四曲面金屬一體化機身，缺點在於重量較重的取捨。
2K IPS螢幕外加搭載 HUAWEI ClariVu 技術提升畫面動態範圍。1,300萬畫素主相機採 F2.2 光圈，內建美顏和濾鏡。鑒於藍芽耳機的普及，取消了耳機口來壓薄機身，變通採用USB-C 轉3.5mm耳機轉換頭應對需要有線耳機的用戶。
本機最大看點是利用了平板較大機身置入了Harman Kardon 公司專業調校的聲浪式四立體聲喇叭，讓平板展現了小型劇院的Hi-Res音響效果，然而該喇叭需要機身有大量點狀開口，因此M5基本上沒有防水防濕氣能力，必須小心使用環境。
MediaPad M5 Pro版為M5 10.8版的多加周邊版，多了專用鍵盤和4096 級壓感的M-Pen 繪圖筆。